# Paulo Brissos
Paulo Jorge do Carmo Brissos mais conhecido por Paulo Brissos (Vila Franca de Xira, Vila Franca de Xira, 19 de Maio de 1970) é um cantor português.

## Biografia
Aos 13 anos de idade começou a aprender música na escola de música do Ateneu Artístico Vilafranquense onde tocou clarinete durante três anos. Aos 16 anos começa a interessar-se pela guitarra e por cantar. Compõe as suas primeiras canções em finais dos anos 80 altura em que começa também a tocar nos bares de Lisboa. Em 1987 participa num projecto de originais intitulado "Bazzar" com o baixista José Manuel e o baterista Sertório Calado. As gravações decorreram nos estúdios da Valentim de Carvalho em Paço de Arcos e dessa gravação sai o primeiro e único trabalho da banda, um single em Vinil com "All we need is money" no lado A e "Together in our hearts" no lado B.  A Banda apresenta-se ainda em algumas salas de Lisboa mas o fim estaria anunciado para breve. Uma mudança de caminho que se prendia com uma sugestão para a banda compor em português por parte da editora, coisa que nunca se veio a concretizar, foi o fim da mesma. Com a saída de José Manuel para tocar com o artista Dany Silva a banda extinguiu-se definitivamente. Paulo Brissos inicia assim uma carreira a solo tocando pelos bares de Lisboa e formando uma banda de covers Pop/Rock de nome "The Dalton Brothers". Os Dalton Brothers eram António Andrade no baixo elétrico, Sertório Calado na bateria e Domingos Silva nos teclados, banda que derivou para uma vertente mais Rock com a substituição de Domingos Silva pelo guitarrista Jorge do Carmo, mudando também o seu nome para "Ice Scream". Os "Ice Scream" tocaram muitas noites nos bares Até Q'enfim e Xafarix entre muitos outros. Numa das noite no Xafarix Paulo Brissos conhece Otávio Jardim, um promissor teclista da Madeira e líder da banda "Blá Blá Magazine", que o convida para fazer parte do grupo vocal "Blocco" com o objectivo de participar no Festival RTP da Canção em 1991. Dos "Blocco" fazia parte também o actor Ricardo Carriço.
A participação no festival deu aos "Blocco" um óptimo segundo lugar mas não garantiu a continuidade da banda que terminou pouco depois de Paulo Brissos começar a cumprir o serviço militar obrigatório no Regimento nº1 na Tapada da Carregueira, Cacém. Paulo Brissos cumpre assim o serviço militar como músico clarinetista na banda do regimento e é depois convidado a integrar a Orquestra Ligeira do Exército como Cantor. Terminado o serviço obrigatório, Paulo Brissos volta à sua vida civil de músico e cantor formando as bandas, "Mitos e Lendias" e "Banding" com os músicos Sertório Calado, João Sanguinheira (baixista), Vicente Andrade (guitarrista e ex. Grupo de Baile) e Alexandre Diniz (teclista). Em 1992 os "Banding" inauguram a casa "Gartejo" que se revela a catedral da música na altura e onde a banda esgotou várias vezes a lotação, tocando temas de bandas como Queen, The Police, Pink Floyd, Genesis entre outros. Em 1993 Paulo Brissos aceitou o convite para participar a solo no Festival RTP da Canção com o tema  "No Dia Seguinte" de Jan Van Dijck e Nuno Gomes dos Santos, começando assim efectivamente a sua carreira a solo, com a edição desse tema numa compilação do festival desse ano.
Em 1994 editou o seu primeiro disco de originais de nome "People Amigo" pela editora Movieplay que contou com a participação dos elementos dos "Banding". Este álbum apesar de ter tido algum "airplay" nas rádios e na TV, não catapultou a carreira do artista, pelo que após uma pequena digressão terminou os seus esforços nesse sentido, ingressando num novo projecto com a banda V12. Os V12 eram uma banda de Hard Rock da Amadora composta por Filipe Gonçalves na bateria, Luciano Barros no baixo, Paulinho e Rui Fingers nas guitarras. A banda embora ainda tentasse continuar o seu projecto de originais acabou por dar lugar a outra banda de covers de nome "Wacko Wacko". Para os  "Wacko Wacko" entrou Pedro Sá-Chaves nas teclas e voz e saiu o guitarrista Paulinho que mais tarde vem a ingressar nos "Sexto Sentido". A banda "Wacko Wacko" tocava temas mais Hard Rock e fazia versões originais de bandas como Extream, Van Halen, Whitesnake, Mr. Big entre outras. Mais tarde o guitarrista Gonçalo Pereira "Tricot" entra para a vez de Rui Fingers. Com a entrada de Gonçalo para a banda, esta volta a ter algum interesse por compor originais e tenta um novo projecto com o nome "Mona Lusa", gravando dois temas, "Só Merda" e "Será Sempre Assim". A banda participa em alguns programas de TV mais radicais, mas acaba naturalmente com a saída de Gonçalo para a banda de suporte do artista Paulo Gonzo, da qual já fazia parte Alexandre Diniz que em tempos foi teclista dos "Banding". Tudo conspirava para que Paulo Brissos continuasse a sua carreira a solo.
Surgiu então em 1997 o convite para assinar com a multinacional Polygram de onde sai o álbum "Criação". "Serás Tu" foi o primeiro single do artista a ter um "airplay" significativo e atingiu o top na Rádio Renascença e na Rádio Comercial. O tema fez parte da banda sonora da novela da RTP "Terra Mãe" e é talvez uma das baladas mais conhecidas da música portuguesa dos anos 90. Depois duma tourné com concertos por todo o país o álbum não superou as expectativas em termos de vendas e seguiu-se algum momento de exaustão por parte do artista. Desentendimentos com a editora levaram ao fim do contrato e Paulo Brissos só volta a gravar e de forma independente no ano 2000. Nesse ano lança o single "Curte de Verão" através da editora independente Outthere Records e lança mais tarde de forma independente também o EP "Sete e Meia". Em 2003 lança mais uma vez de forma independente o álbum "Direitas" de onde é extraído o tema "Mulher Ideal" para a novela  "Olhar da Serpente" da SIC.
No ano seguinte Paulo Brissos aceitou o convite para participar como cantor residente no programa "Parque Maior" da RTP onde acompanhou muitos artistas do panorama musical português.
Por volta de 2000 Paulo Brissos começou também os seus primeiros passos como produtor produzindo mais tarde os primeiros discos de Sérgio Rossi e Paula Teixeira. Trabalhou também como compositor de canções para artistas como Excesso, Sérgio Rossi, Paula Teixeira, Adelaide Ferreira, Ana Isabel Baptista entre outros.

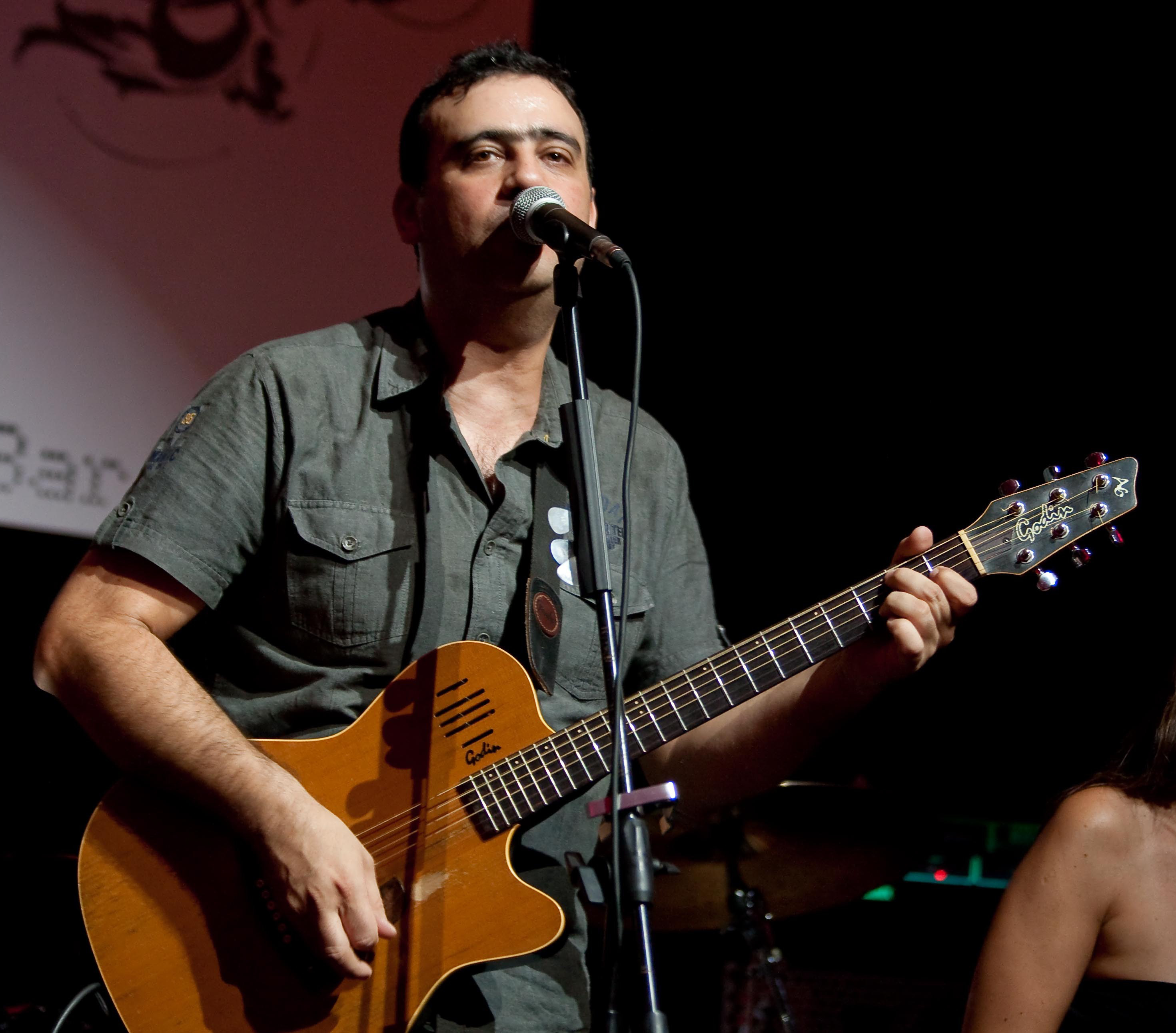
Paulo Brissos em 2009.

Em 2007 formou-se em produção musical no Valencia Community College em Orlando, Florida nos Estados Unidos, e quando regressa em 2008 grava o seu primeiro CD/DVD ao vivo "Concerto Acústico" que é editado em 2009. Deste disco ao vivo sai uma versão de "Serás Tu" para fazer parte da banda sonora da novela "Sentimentos" da TVI. Em 2010 participa como compositor na Curta-Metragem de Ana Campina "As Maltratadas", ano em que também participa na banda sonora da novela "Mar de Paixão" da TVI, onde é convidado a compor um tema em especial para a mesma, Coração de Sereia.
Em 2012 edita "Pop Blues", um álbum com muitas influências de Blues, terreno que sempre gostou de pisar, e no ano seguinte promove o single "Magenta" que viria dar o mote para a edição do próximo trabalho. Em 2016 edita com o nome "Brissos e os Conselheiros de Estrada" o álbum "Depois do Fim do Mundo" com a participação especial de Rui Veloso entre outros. Este trabalho foi editado em CD e Vinil, bem como nas plataformas digitais, e foi gravado nos estúdios Vale de Lobos pelo produtor e guitarrista Pedro Vidal. Com uma sonoridade vintage, roçando o Blues/Rock mas também com ritmos e sonoridades modernas, o trabalho mostra ser um misto de novo e velho com uma mensagem muito actual e com alguma sátira social. Foram extraídos deste disco 3 singles, "Magenta", "Tá um frio que não se pode" e "Sem pensar em nada", este último vindo a fazer parte da banda sonora da série "O Sábio" da RTP. Em 2019 Paulo Brissos começa uma nova caminhada com o single "Coração Suspenso".

## Discografia
- 1993 - Paulo Brissos EP - Movieplay
- 1994 - People Amigo CD e K7 - Movieplay
- 1998 - Criação CD - Polygram
- 2001 - Sete e Meia EP - Edição de Autor
- 2003 - Direitas CD - Edição de Autor
- 2008 - Concerto Acústico CD/DVD - Espacial
- 2012 - Pop Blues - Espacial
- 2016 - Depois do Fim do Mundo CD/Vinil - Primetime

### Singles
- 1993 - No Dia Seguinte
- 1994 - People Amigo
- 1998 - Criação
- 1998 - Serás Tu
- 2000 - Curte de Verão
- 2003 - Mulher Ideal
- 2008 - Serás Tu (ao vivo)
- 2008 - Sei Lá (ao vivo)
- 2009 - Serás Tu (Nova Versão)
- 2010 - Coração de Sereia
- 2012 - Todos os Teus Segredos
- 2012 - Sentimentos por Ti
- 2013 - Magenta
- 2016 - Tá Um Frio Que Não Se Pode
- 2019 - Coração Suspenso
- 2021 - Redes Sociais
- 2021 - Roque o Português

### Compilações
- 1993 - As Melhores do Festival da Canção de 1993 - Movieplay - No dia Seguinte
- 1995 - All You Need is Love 2 - Som Livre
- 2002 - Os Novos Êxitos de Portugal - Polygram
- 2002 - Portugal no Coração (O Melhor do Pop/Rock vol.1,2 e 3) - Universal Music
- 2002 - Portugal no Coração (As Melhores Baladas) - Universal Music
- 2003 - Banda Sonora Ana e os 7 - Farol Música
- 2003 - O Melhor da TVI - Farol Música
- 2005 - Vários - "Rua do Carmo" - Movieplay
- 2009 - Banda Sonora "Sentimentos" - Farol Música
- 2010 - Banda Sonora "Mar de Paixão" - Farol Música

### Bandas Sonoras
- 2009 - Curta-Metragem "As Maltratadas"